# Willem van Strijen

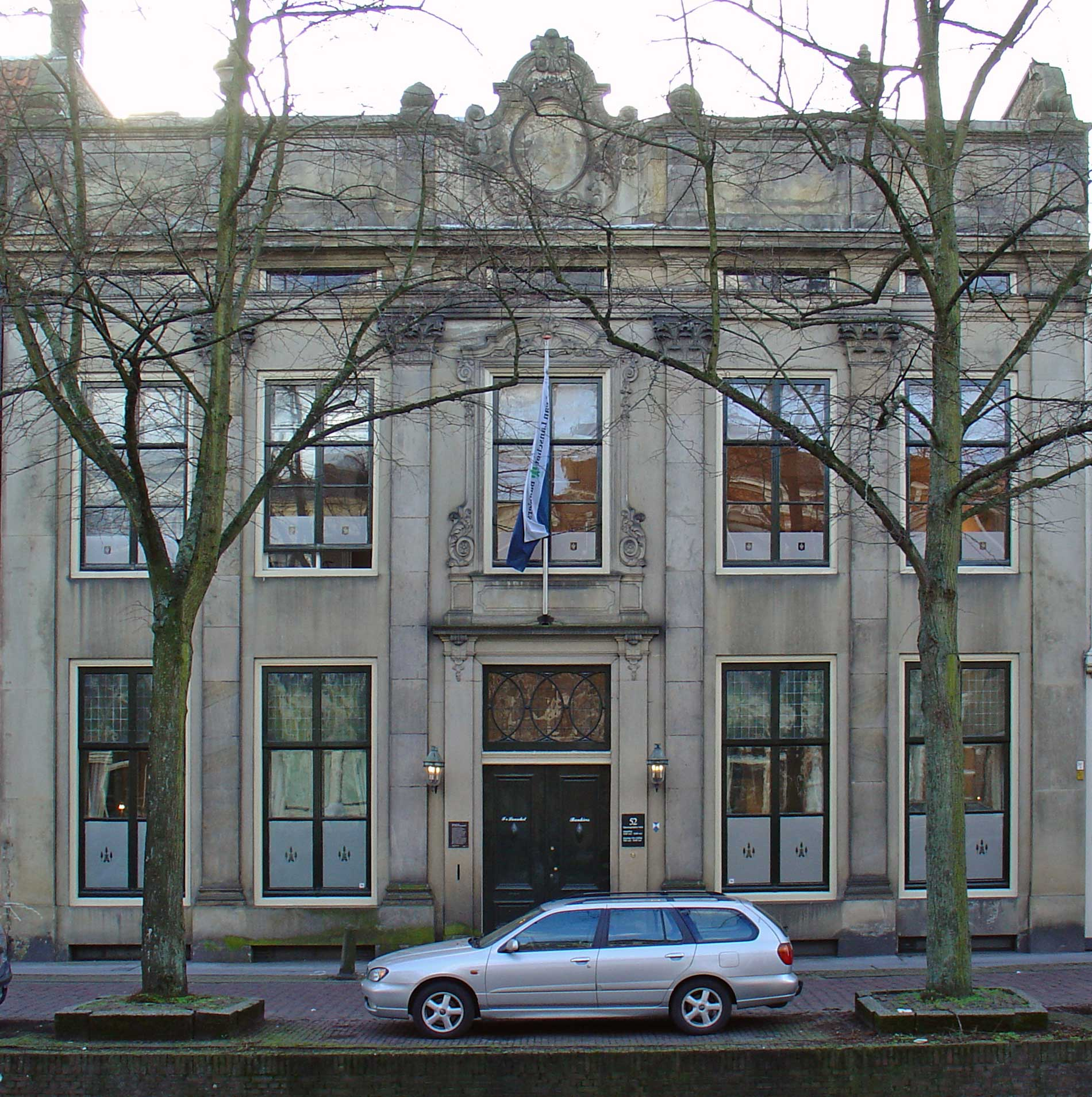
De woning van Willem van Strijen, het Huis Van Strijen, aan de Westhaven te Gouda

Willem van Strijen (Den Haag, 16 mei 1687 – Gouda, 11 januari 1765) was burgemeester van de Nederlandse stad Gouda.
Van Strijen, zoon van de president-raad en stadhouder van de Lenen van Brabant Quirijn van Strijen en Cornelia Elisabeth de Raet, studeerde rechten aan de Universiteit Leiden en promoveerde aldaar in 1709.
Willem van Strijen was een neef van de Goudse burgemeester Hugo van Strijen. Evenals zijn oom vervulde hij, nadat hij in 1705 poorter van Gouda was geworden, tal van regentenfuncties in deze stad. Hij vergaarde een fortuin en behoorde tot de rijkste inwoners van de stad. Het burgemeestersambt bleef aanvankelijk voor hem onbereikbaar. Nadat in 1748 de macht van de regerende factie onder leiding van de regenten Huijbert van Eijck en Willem van den Kerckhoven was gebroken kreeg Willem van Strijen als tegenstander van de zittende regenten zijn kans. In 1748 werd hij benoemd tot burgemeester en hij zou in die functie nog zesmaal worden herbenoemd.

## Monumentale woning
Willem van Strijen kocht in 1718 drie koopmanspanden aan de Westhaven te Gouda. In 1728 liet hij deze woningen verbouwen tot een monumentaal stadspaleis. Later zouden zijn kleindochter en haar man, de Goudse patriot De Lange van Wijngaerden, hun intrek nemen in deze woning. Op het eind van de 19e eeuw werd het Goudse gymnasium in dit pand gehuisvest. Anno 2008 is er een bank gevestigd.

## Trivia
In 1903 werd de Van Strijenstraat in Gouda naar hem genoemd.
- International Standard Name Identifier: 0000 0003 9524 4763
- Nederlandse Thesaurus van Auteursnamen: 239093119
- Virtual International Authority File: 289938802
- WorldCat: E39PBJwtgPPkGFkFmtPYMtFHYP